# Düstere Röhrennase
Die Düstere Röhrennase oder Tsushima-Röhrennasenfledermaus (Murina tenebrosa) ist eine möglicherweise ausgestorbene Fledermausart aus der Unterfamilie der Röhrennasenfledermäuse (Murininae). Sie ist nur durch ein älteres Weibchen bekannt geworden, das im Februar 1962 von Yoshinori Imaizumi und Iwao Obara in einer stillgelegten Mine im Norden der japanischen Insel Tsushima gesammelt wurde.

## Merkmale
Die Kopf-Rumpf-Länge des Holotypus beträgt 50,5 mm, die Unterarmlänge 34,4 mm und die Ohrenlänge 16 mm. Das Fell ist sehr weich, wellig, wollig und glänzend. Es besteht aus kurzen und langen Haaren. Das Rückenfell ist dunkelbraun mit graugelben Spitzen. Die Schnauze und der Vordernacken sind braun. Die Haare an der Unterseite sind heller als die dorsalen Fellhaare; dunkelbraun an den Flanken und hell gelblich braun am Bauch. Die Oberfläche der Flughaut zwischen den Hintergliedmaßen (Uropatagium) ist nahezu unbehaart. Die langen, röhrenförmigen Nasenlöcher stehen nach außen etwas hervor. Sie sind kürzer als bei den anderen japanischen Taxa der Röhrennasenfledermäuse.

## Lebensraum und Lebensweise
Das Typusexemplar der Düsteren Röhrennase wurde in einer Höhle entdeckt. Jedoch ist es möglich, dass diese Art auch in Baumhöhlen gelebt hat. Sie war auf große Wälder angewiesen und ernährte sich von Insekten. Mehr ist über ihre Lebensweise nicht bekannt.

## Status
Die IUCN listet die Düstere Röhrennase in die Kategorie vom Aussterben bedroht mit dem Zusatz möglicherweise ausgestorben. Die Waldfläche auf Tsushima ist stark gerodet. Suchen in Höhlen sowie Bemühungen, diese Fledermaus mit gespannten Japannetzen zu fangen, blieben bisher ergebnislos. Ein 1919 auf Yakushima gefundenes Exemplar, das 1920 von Glover Morrill Allen als Murina ussuriensis betrachtet wurde, könnte diese Art repräsentieren.